# Shirō Yoshii
Shirō Yoshii (吉井四郎?, Yoshii Shirō; 25 marzo 1919 – 20 ottobre 1992) è stato un allenatore di pallacanestro giapponese.

## Carriera
Ha guidato il Giappone ai Mondiali del 1963 disputati in Brasile, e chiusi al 13º posto con una vittoria 7 sconfitte. Ha allenato la squadra anche nel 1964 alle Olimpiadi di Tokyo, che videro il Giappone classificarsi al 10º posto finale, con 4 vittorie e 5 sconfitte.